# Колодне бджільництво

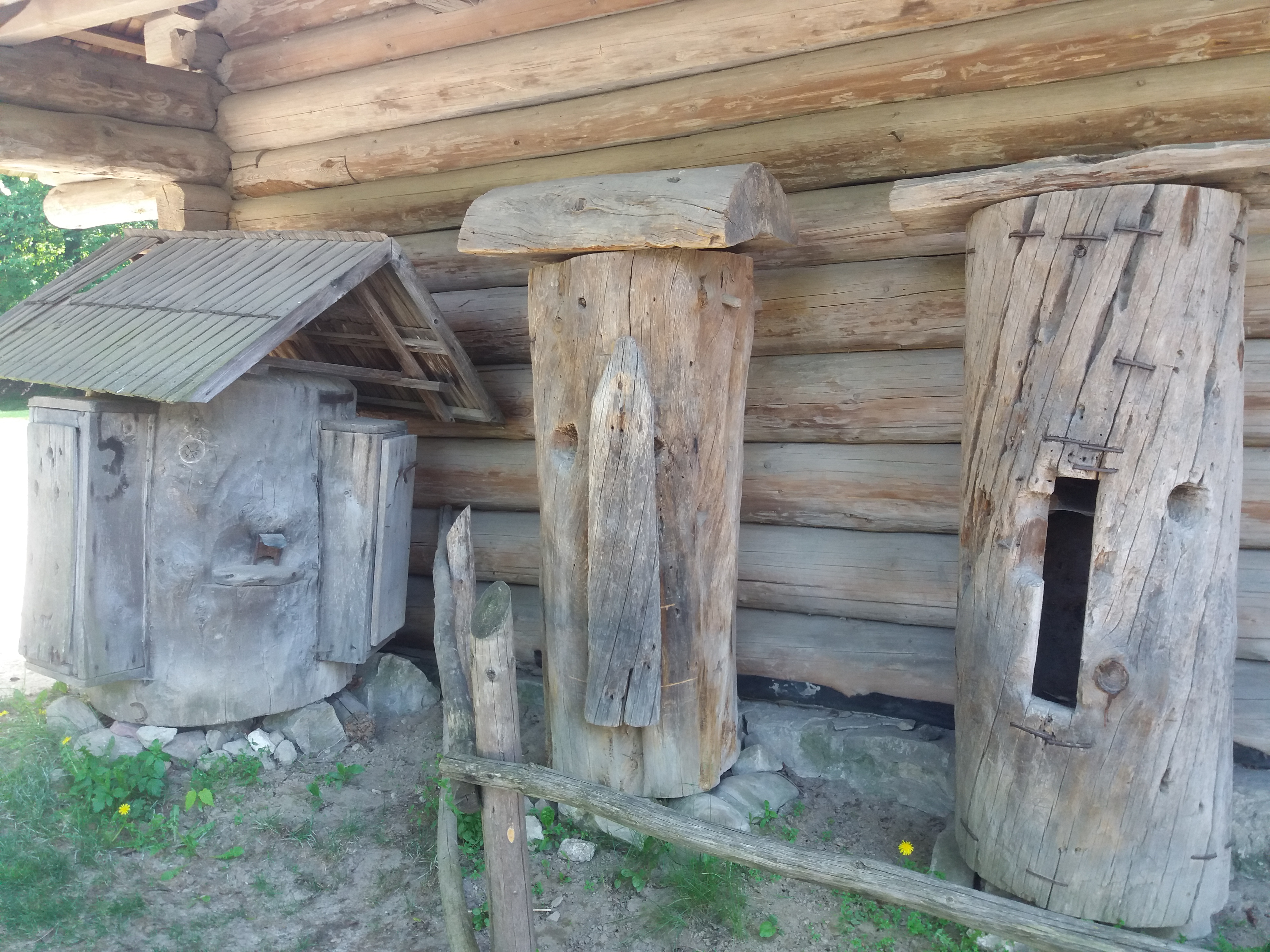
Вулики в Шевченковім гаю

Колодне бджільництво — тип бджільництва, бджолине господарювання, яке полягає у розведення бджіл у колодах — стовбурах дерев, оброблених  особливим чином.

## Історія колодного бджільництва
Колодне бджільництво  бере початок ще в стародавні часи, коли ще не було вуликів, а замість них застосовувалися колоди.  під час правління Петра I, коли почався промисловий бум. Розвивалися всі галузі промисловості, які вимагали вкладення деревних ресурсів. Масово вирубувались ліси, і від цього страждали і пасічники, адже на той час  бджоли селилися просто в стовбурі дерева.
Дерева знищувалися, і руйнувався бджолиний уклад. Вирішили селити бджіл у колодах зрубаних дерев, такі помешкання бджіл дійшли і до наших днів.

## Загальний опис
Колодне бджільництво передбачає мінімальне втручання людей у життя рою. Необхідно виготовити колоду, засадити в неї комах. Восени можна збирати урожай. Вулик колода — частина спиляного дерева з якої методами вибивання випалюється видалена внутрішня частина, а зовнішня відшліфовується. Верх завершується закріпленої хрестовиною, призначеною для побудови бджолами стільників. Колода встановлюється на висоті 70 см від поверхні землі. Вона кріпиться на спеціальну раму, яка має бути нахилена близько 30 градусів. У верхній частині вулика буде розташовуватися мед, який повинен залишатися на зиму. У нижній частині буде знаходитися мед, який може забирати бджоляр без штучної вощини, тому мед виходить насиченим і ароматним. Якщо колода зроблена правильно, то простір усередині буде близько 200 літрів. Бджолина сім’я в такому будиночку буде набагато більша за ту, яка поселяється в вулику. Комахи будуть міцнішими і зберуть більше меду. У колодах бджоли відбудовують 
Особливо підходить даний тип бджільницького господарства для новачків. Економічне і нескладне утримання комах в колодах дозволяє використовувати технологію такого бджільництва кожному.

## Переваги
- Робочі бджоли будують стільники в такій кількості, яка потрібна для розплоду, нормальної вентиляції і харчування.
- Колоди-вулики максимально близькі до природних бджолиних домівок, де комахи будують гніздо, як їм потрібно.
- Вулик колода зазвичай міцніше складеного
- Такий вулик може спорудити початківець пасічник, без особливих витрат
- Кругла форму дозволяє економити тепло взимку
- У колоді перешкоджується поширення кліща вароа, оскільки бджоли не ходять по дну
- Колоду легко очищати від підмору, досить зрушити, прибрати мертвих бджіл і поставити назад
- Колода — саморегульована система і втручання людини не потрібно.